# Duvel Moortgat

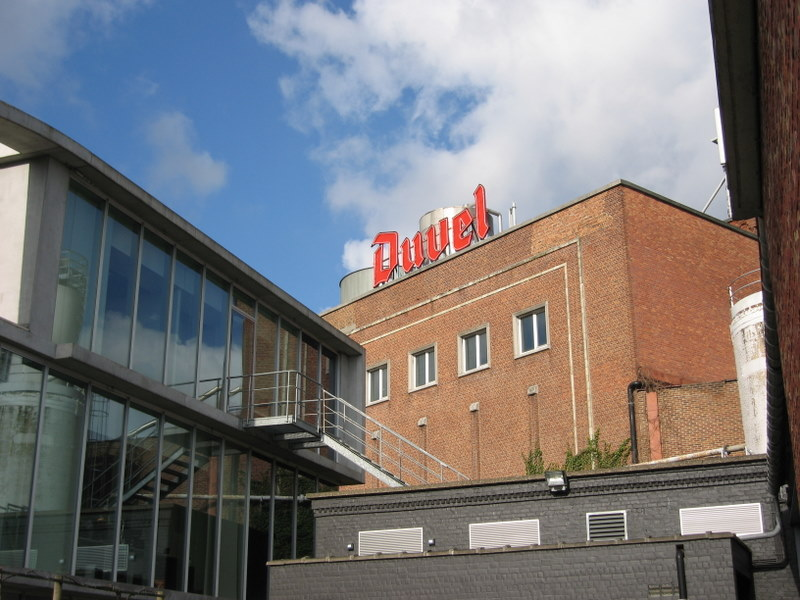
La fábrica de cerveza Duvel Moortgat en Breendonk, Bélgica.

La fábrica de cerveza Duvel Moortgat (Brouwerij Duvel Moortgat) es una empresa familiar belga fundada en 1871. Siendo exportado a más de 40 países, su producto más conocido, Duvel, es una cerveza del tipo "Ale fuerte dorada belga". Duvel (pronunciada IPA: [ˈdʏːvəl]) es el nombre que le dan al diablo los neerlandeses (aunque el nombre estándar es Duivel)

## Historia
Duvel Moortgat fue fundada en 1871 por Jan-Leonard Moortgat, que descendía de una familia de cerveceros que vivieron en Steenhuffel, Bélgica.
Durante los años 50, la tercera generación de los Moortgat asumió el control de la fábrica.
A consecuencia de problemas financieros durante los años 70, Moortgat empezó a embotellar y distribuir la cerveza danesa Tuborg. Esto provocó un continuo tráfico por el pequeño barrio de Breendonk. Un significativo desacuerdo entre las dos compañías terminó con la relación en los años 80. Sin embargo, esta relación salvó a la fábrica, la que, por aquel entonces, había logrado establecer varios canales de distribución masiva para su principal cerveza, Duvel. 
En junio de 1999, Duvel Moortgat salió a bolsa en el mercado Euronext Brussels.
Duvel Moortgat era uno de los principales inversores de Brewery Ommegang, una fábrica de cerveza fundada en Cooperstown (Nueva York), durante los años 90. Recientemente, la compañía belga asumió el control completo de la fábrica y fundó una organización de ventas en EE. UU. para administrar las marcas de Ommegang, Duvel y otras, incluyendo Rodenbach.
En septiembre de 2006, Duvel Moortgat adquirió la fábrica de cerveza belga, Brasserie d'Achouffe.

## Productos

### Duvel

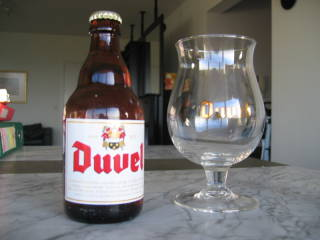
Duvel, mostrada con cristalería apropiada.

Para conmemorar el fin de la Primera Guerra Mundial, los Moortgat le dieron a su principal cerveza el nombre de Victory Ale. Durante los años 20, un ávido bebedor la describió como "nen echten duvel" (un verdadero diablo), tal vez como referencia a su relativamente alto contenido de alcohol (8.5% de alcohol por volumen), por lo que la compañía cambió del nombre. Se ha convertido en la principal cerveza de la fábrica. Muchas personas consideran Duvel la versión definitiva del estilo "Ale fuerte dorada belga", el cual se caracteriza por la malta de Pilsner, de hasta un 20% de azúcar (para aumentar el contenido de alcohol) y lúpulos Zatec (Saaz en alemán) y Styrian Goldings.

### Maredsous

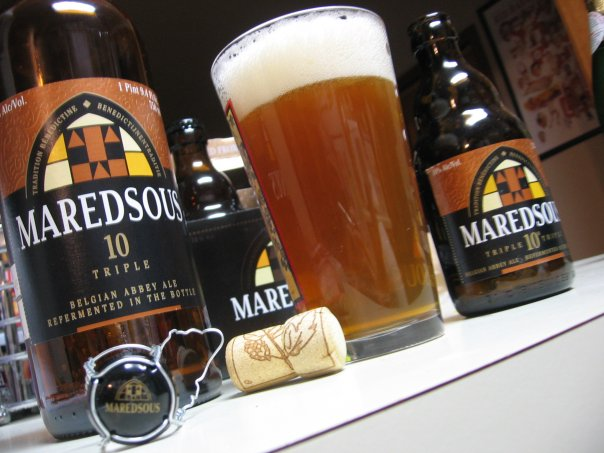
Maredsous 10°, una ale "tripel" belga.

En 1963, Moortgat empezó a elaborar la línea de cervezas "abadía Maredsous" bajo la licencia de los monjes de la Abadía de Maredsous.
Actualmente, existen tres cervezas bajo el nombre de Maredsous:
Maredsous 6 Blonde
Maredsous 8 Bruin
Maredsous 10 Tripel

### Otras marcas
En 1930, la compañía lanzó Bel Pils, una cerveza Pilsner.
Vedett, una cerveza lager, que forma parte del catálogo de Duvel Moortgat desde el año 1954.
En 1989, Steendonck, una nueva cerveza de trigo, fue lanzada en colaboración con Palm Breweries.
En 2000, Passendale se dio a la luz como parte de un acuerdo entre Moortgat y la fábrica de queso, Campina. Desde entonces, el producto ha sido suspendido.
En 2007, se lanzó una nueva versión especial de Duvel, llamada Duvel Tripel Hop. A diferencia de la original Duvel, tiene un tercer tipo de lúpulo (Amarillo) y un contenido de alcohol más alto. (9.5%).